# Konklawe 1724
Konklawe 20 marca – 29 maja 1724 – konklawe, które wybrało Benedykta XIII na następcę Innocentego XIII.

## Śmierć Innocentego XIII
Innocenty XIII zmarł 7 marca 1724 roku. Jego pontyfikat trwał niespełna trzy lata i charakteryzował się uległością Stolicy Apostolskiej wobec europejskich mocarstw (m.in. uznał panowanie cesarza Karola VI na Sycylii). Mianował zaledwie trzech nowych kardynałów, w tym swojego brata Bernardo Marię Contiego.

## Lista uczestników
W chwili śmierci Innocentego XIII w skład Świętego Kolegium wchodziło 66 kardynałów. W konklawe wzięło udział 54 z nich, ale jeden zmarł w jego trakcie:
- - † Sebastiano Antonio Tanara (nominacja kardynalska 12 grudnia 1695) – kardynał biskup Ostia e Velletri; dziekan Świętego Kolegium Kardynałów; prefekt Świętej Kongregacji ds. Kościelnych Immunitetów; prefekt ds. ekonomicznych Świętej Kongregacji Rozkrzewiania Wiary; komendatariusz opactwa terytorialnego Nonantola (opuścił konklawe 15 kwietnia, zmarł 5 maja)
- Vincenzo Maria Orsini OP (22 lutego 1672) – kardynał biskup Porto e Santa Rufina; subdziekan Świętego Kolegium Kardynałów; administrator archidiecezji Benewent
- Francesco del Giudice (13 lutego 1690) – kardynał biskup Frascati; administrator archidiecezji Monreale; sekretarz Świętej Kongregacji Rzymskiej i Powszechnej Inkwizycji
- Fabrizio Paolucci (22 lipca 1697) – kardynał biskup Albano; wikariusz generalny diecezji rzymskiej; prefekt Świętej Kongregacji ds. Biskupów i Zakonników; prefekt Świętej Kongregacji ds. Obrzędów
- Francesco Pignatelli CRT (17 grudnia 1703) – kardynał biskup Sabiny; arcybiskup Neapolu
- Francesco Barberini (13 listopada 1690) – kardynał biskup Palestriny; prefekt Świętej Kongregacji ds. Wód, Bagien Pontyjskich i Doliny Chiana; prefekt Świętej Kongregacji ds. Korekty Ksiąg Obrządków Wschodnich; komendatariusz opactw terytorialnych Farfa i Subiaco
- Jacopo Boncompagni (12 grudnia 1695) – kardynał prezbiter S. Maria in Via; arcybiskup Bolonii
- Giuseppe Sacripanti (12 grudnia 1695) – kardynał prezbiter S. Prassede; prefekt generalny Świętej Kongregacji Rozkrzewiania Wiary
- Lorenzo Corsini (17 maja 1706) – kardynał prezbiter S. Pietro in Vincoli
- Francesco Acquaviva d’Aragona (17 maja 1706) – kardynał prezbiter S. Cecilia; protektor Hiszpanii; ambasador Hiszpanii przy Stolicy Apostolskiej
- Tommaso Ruffo (17 maja 1706) – kardynał prezbiter S. Maria in Trastevere; arcybiskup Ferrary; legat apostolski w Bolonii
- Orazio Filippo Spada (17 maja 1706) – kardynał prezbiter S. Onofrio; arcybiskup Osimo
- Filippo Antonio Gualterio (17 maja 1706) – kardynał prezbiter S. Crisogono
- Giuseppe Vallemani (17 maja 1706) – kardynał prezbiter S. Maria degli Angeli alla Terme
- Carlo Agostino Fabroni (17 maja 1706) – kardynał prezbiter S. Agostino; prefekt Świętej Kongregacji Indeksu
- Pietro Priuli (17 maja 1706) – kardynał prezbiter S. Marco; biskup Bergamo; komendatariusz opactwa terytorialnego Vangadizza
- Ulisse Giuseppe Gozzadini (15 kwietnia 1709) – kardynał prezbiter S. Croce in Gerusalemme; arcybiskup Imoli
- Annibale Albani (23 grudnia 1711) – kardynał prezbiter S. Clemente; kamerling Świętego Kościoła Rzymskiego; archiprezbiter bazyliki watykańskiej; prefekt Fabryki Świętego Piotra; gubernator Frascati i Castelgandolfo; protektor Polski i zakonu joannitów
- Ludovico Pico della Mirandola (18 maja 1712) – kardynał prezbiter S. Silvestro in Capite; arcybiskup Senigallia; prefekt Świętej Kongregacji ds. Odpustów i Świętych Relikwii
- Gianantonio Davia (18 maja 1712) – kardynał prezbiter S. Callisto; arcybiskup Rimini
- Agostino Cusani (18 maja 1712) – kardynał prezbiter S. Maria del Popolo; arcybiskup Pawii
- Giulio Piazza (18 maja 1712) – kardynał prezbiter S. Lorenzo in Panisperna; arcybiskup Faenzy
- Antonio Felice Zondadari (18 maja 1712) – kardynał prezbiter S. Balbina
- Giovanni Battista Bussi (18 maja 1712) – kardynał prezbiter S. Maria in Aracoeli; arcybiskup Ankony
- Pier Marcellino Corradini (18 maja 1712) – kardynał prezbiter S. Giovanni a Porta Latina; pro-datariusz Jego Świątobliwości
- Armand Gaston Maximilien de Rohan de Soubise (18 maja 1712) – kardynał prezbiter SS. Trinita al Monte Pincio; biskup Strasbourga
- Giovanni Battista Tolomei SJ (18 maja 1712) – kardynał prezbiter S. Stefano al Monte Celio
- Benedetto Erba Odescalchi (30 stycznia 1713) – kardynał prezbiter Ss. Nereo ed Achilleo; arcybiskup Mediolanu
- Henri Thiard de Bissy (29 maja 1715) – kardynał prezbiter Ss. Quirico e Giulitta; biskup Meaux
- Innico Caracciolo (29 maja 1715) – kardynał prezbiter S. Tommaso in Parione; biskup Aversy
- Bernardino Scotti (29 maja 1715) – kardynał prezbiter S. Pietro in Montorio; prefekt Trybunału Apostolskiej Sygnatury Sprawiedliwości
- Giovanni Patrizi (16 grudnia 1715) – kardynał prezbiter Ss. IV Coronati; legat apostolski w Ferrarze
- Niccolò Spinola (16 grudnia 1715) – kardynał prezbiter S. Sisto; kamerling Świętego Kolegium Kardynałów; prefekt Świętej Kongregacji ds. Granic Państwa Kościelnego
- Giberto Bartolomeo Borromeo (15 marca 1717) – kardynał prezbiter S. Alessio; biskup Novary
- Giorgio Spinola (29 listopada 1719) – kardynał prezbiter S. Agnese fuori le mura; sekretarz stanu Stolicy Apostolskiej; prefekt Świętej Konsulty; prefekt Świętej Kongregacji ds. Awinionu; prefekt Świętej Kongregacji ds. Sanktuarium w Loreto; prefekt Świętej Kongregacji ds. Fermo
- Cornelio Bentivoglio (29 listopada 1719) – kardynał prezbiter S. Girolamo degli Schiavoni; legat apostolski w Romanii
- Gianfrancesco Barbarigo (29 listopada 1719) – kardynał prezbiter Ss. Marcellino e Pietro; biskup Padwy
- Luis Antonio Belluga y Moncada CO (29 listopada 1719) – kardynał prezbiter S. Maria in Transpontina; biskup Kartageny
- José Pereira de la Cerda (29 listopada 1719) – kardynał prezbiter S. Susanna; biskup Faro
- Giovanni Battista Salerni SJ (29 listopada 1719) – kardynał prezbiter S. Prisca
- Carlos de Borja y Centellas (30 września 1720) – kardynał prezbiter S. Pudenziana; patriarcha Indii Zachodnich
- Alvaro Cienfuegos Villazón SJ (30 września 1720) – kardynał prezbiter S. Bartolomeo all’Isola; biskup Katanii; ambasador Austrii wobec Stolicy Apostolskiej
- Bernardo Maria Conti OSBCas (16 czerwca 1721) – kardynał prezbiter S. Bernardo alla Terme; penitencjariusz większy
- Benedetto Pamphilj OSIoHieros (1 września 1681) – kardynał diakon S. Maria in Via Lata; protodiakon Świętego Kolegium Kardynałów; archiprezbiter bazyliki laterańskiej; bibliotekarz Świętego Kościoła Rzymskiego; prefekt Trybunału Apostolskiej Sygnatury Łaski; wielki przeor zakonu joannitów w Rzymie
- Pietro Ottoboni (7 listopada 1689) – kardynał diakon S. Lorenzo in Damaso; wicekanclerz Świętego Kościoła Rzymskiego; archiprezbiter bazyliki liberiańskiej; protektor Francji
- Giuseppe Renato Imperiali (13 lutego 1690) – kardynał diakon S. Giorgio in Velabro; prefekt Świętej Kongregacji Dobrego Rządu; prefekt Świętej Kongregacji Dyscypliny Zakonnej
- Lorenzo Altieri (13 listopada 1690) – kardynał diakon S. Agata in Suburra; komendatariusz opactwa terytorialnego Tre Fontane
- Carlo Colonna (17 maja 1706) – kardynał diakon S. Angela in Pescheria
- Curzio Origo (18 maja 1712) – kardynał diakon S. Maria in Domnica; prefekt Świętej Kongregacji ds. Soboru Trydenckiego
- Melchior de Polignac (18 maja 1712) – kardynał diakon bez tytułu; ambasador Francji wobec Stolicy Apostolskiej; komendatariusz opactwa terytorialnego Saint-Pierre-de-Corbie
- Fabio Olivieri (6 maja 1715) – kardynał diakon Ss. Vito e Modesto; sekretarz ds. Brewe Apostolskich; komendatariusz opactwa terytorialnego S. Genesio w Brescello
- Carlo Maria Marini (29 maja 1715) – kardynał diakon S. Maria in Aquiro
- Giulio Alberoni (12 lipca 1717) – kardynał diakon bez tytułu; biskup Malagi
- Alessandro Albani OSIoHieros (16 lipca 1721) – kardynał diakon S. Maria in Cosmedin

Ośmiu elektorów pochodziło spoza Włoch, w tym trzech Hiszpanów (Moncada, Borja i pozostający w służbie austriackiej Cienfuegos), trzech Francuzów (Rohan, Bissy i Polignac) i jeden Portugalczyk (José Pereira de la Cerda). Większość (41) została mianowana przez Klemensa XI (1700–1721), pięciu mianował Aleksander VIII (1689–1691), czterech Innocenty XII (1691–1700), dwóch Innocenty XIII (1721–1724), jednego (Orsini) Klemens X (1670–1676) i jednego (Pamphili) Innocenty XI (1676–1689).

### Nieobecni
12 kardynałów, w tym dziesięciu z nominacji Klemensa XI i po jednym z nominacji Klemensa X i Innocentego XII:
- Galeazzo Marescotti (27 maja 1675) – kardynał prezbiter S. Lorenzo in Lucina; protoprezbiter Świętego Kolegium Kardynałów
- Louis-Antoine de Noailles (21 czerwca 1700) – kardynał prezbiter S. Maria sopra Minerva; arcybiskup Paryża
- Lorenzo Fieschi (17 maja 1706) – kardynał prezbiter S. Maria della Pace; arcybiskup Genui
- Christian August von Sachsen-Zeitz (17 maja 1706) – kardynał prezbiter bez tytułu; arcybiskup Esztergom i prymas Węgier; administrator diecezji Györ; protektor Austrii i Rzeszy Niemieckiej; najwyższy kanclerz Królestwa Węgier; cesarski komisarz Reichstagu
- Nuno de Cunha da Ataíde (18 maja 1712) – kardynał prezbiter S. Anastasia; generalny inkwizytor Portugalii
- Wolfgang Hannibal von Schrattenbach (18 maja 1712) – kardynał prezbiter S. Marcello; biskup Ołomuńca
- Damian Hugo Philipp von Schönborn (30 stycznia 1713) – kardynał prezbiter S. Pancrazio; biskup Spiry; biskup koadiutor Konstancji
- Niccolò Caracciolo (16 grudnia 1715) – kardynał prezbiter S. Martino ai Monti; arcybiskup Kapui
- Imre Csáky (12 lipca 1717) – kardynał prezbiter S. Eusebio; arcybiskup Kalocsa-Bács
- Léon Potier de Gesvres (29 listopada 1719) – kardynał prezbiter bez tytułu; arcybiskup Bourges
- Thomas-Philippe Wallard d’Hénin-Liétard (29 listopada 1719) – kardynał prezbiter S. Cesareo in Palatio; arcybiskup Mechelen
- Michael Friedrich Althan (29 listopada 1719) – kardynał prezbiter S. Sabina; biskup Vác; wicekról Neapolu

## Podziały w Kolegium Kardynalskim. Kandydaci na papieża
Święte Kolegium dzieliło się na cztery stronnictwa:
- Partia burbońska – kardynałowie reprezentujący interesy burbońskich władców Francji i Hiszpanii: Rohan (lider), Acquaviva (protektor Hiszpanii), Bissy, Polignac, Bentivoglio, Ottoboni (protektor Francji), Gualterio, Moncada, Borja
- Partia cesarska – frakcja poddanych i stronników cesarza. Liderem tej partii był cesarski ambasador Cienfuegos. Należało do niej kilku kardynałów włoskich z posiadłości Habsburgów austriackich na Półwyspie Apenińskim: Giudice i Salerni z królestwa Neapolu, oraz Borromeo, Cusani, Erba-Odescalchi z księstwa Mediolanu.
- Zelanti (Gorliwi) – kardynałowie głoszący wolę wyboru najlepszego kandydata bez względu na interesy polityczne. Tę najliczniejszą frakcję tworzyli kardynałowie Imperiali (lider), Fabroni, Pignatelli, Ruffo, Orsini, Pamphili, Altieri, Barberini, Tanara, Paolucci, Sacripanti, Boncompagni, Tolomei, Innico Caracciolo, Davia, Barbarigo, Spada, Alberoni, Conti, Giorgio i Niccolò Spinola, Origo, Colonna, Marini, Piazza, Gozzadini
- Partia „klementyńska” – nominaci Klemensa XI nie należący do frakcji politycznych ani do Zelantów: Annibale Albani (lider), jego brat Alessandro Albani (mianowany przez Innocentego XIII), Olivieri, Bussi, Corsini, Zondadari, Priuli, Corradini, Vallemani, Pico della Mirandola, Patrizi i Scotti.

Kardynał Pereira de Lacerda był przedstawicielem Portugalii.
W porównaniu do poprzedniego konklawe doszło więc do pewnych przetasowań; wzmocnieniu uległa przede wszystkim frakcja Gorliwych m.in. przez akces do niej kardynała Giulio Alberoniego.
Za papabile uważanych było szesnastu kardynałów: Pamphili, Tanara, Spada, Boncompagni, Imperiali, Orsini, Gozzadini, Fabroni, Corradini, Paolucci, Corsini, Bussi, Sacripanti, Olivieri, Zondadari i Ruffo. Głównymi kandydatami Gorliwych byli Imperiali i Paolucci, a Albaniego – Bussi i Olivieri.

## Przebieg konklawe
Konklawe rozpoczęło się 20 marca z udziałem zaledwie 32 kardynałów. Mszę inauguracyjną celebrował kardynał Francesco del Giudice. W następnych tygodniach dotarło jeszcze 23 purpuratów. 21 marca przybyli kardynałowie Vallemani i Pico della Mirandola, 22 marca Gozzadini, Piazza i Corradini, 23 marca Spada, 25 marca Marini, 26 marca Pignatelli i Ruffo, 28 marca Bentivoglio i Orsini. Na koniec marca było zatem 43 elektorów. 2 kwietnia dotarł Barbarigo, 6 kwietnia Innico Caracciolo, 12 kwietnia Davia i Rohan, a 14 kwietnia Bissy. 15 kwietnia przybył kardynał Boncompagni, ale tego samego dnia chory dziekan Tanara opuścił konklawe na stałe (zmarł 5 maja 1724). 19 kwietnia dotarli kardynałowie Erba-Odescalchi i Borromeo, 25 kwietnia Polignac, a 30 kwietnia Cusani. Między 23 a 29 kwietnia czasowo poza konklawe przebywał kardynał Rohan. Z końcem kwietnia było zatem 52 elektorów. 14 maja dotarł kardynał Belluga, a 15 maja Borja, ustalając ostateczną liczbę wyborców nowego papieża na 54.
W pierwszych dniach obrad Gorliwi podjęli próbę wyboru na papieża kardynała Giuseppe Renato Imperiali, jednak inicjatywa ta spotkała się z ostrą reakcją kardynałów Acquavivy i Gueltieriego, tymczasowych reprezentantów Hiszpanii i Francji, którzy zaprotestowali przeciwko próbie wyboru papieża przed przybyciem oficjalnych przedstawicieli mocarstw katolickich. Ponieważ protest ten poparł kamerling Albani, inicjatywa Gorliwych skończyła się niepowodzeniem.
Następnie Gorliwi wysunęli kandydaturę Fabrizio Paolucciego, byłego sekretarza stanu. Na poprzednim konklawe Austria zawetowała jego kandydaturę, jednak tym razem cesarski ambasador, kardynał Cienfuegos był mu przychylny i wysłał do Wiednia prośbę o zgodę na jego poparcie. Jednak instrukcje, jakie otrzymał z Wiednia w dniu 25 marca, były jednoznaczne: Paolucci, a także Olivieri, Bussi, Sacripanti i Origo nie mają akceptacji cesarza, mają ją natomiast kardynałowie Pamphili, Vallemani, Spada, Piazza, Corradini, Caracciolo, Tanara, Gozzadini, Orsini, Ruffo, Colonna, Davia, Boncompagni, Pico della Mirandola i Pignatelli. W tym stanie rzeczy kandydatura ta musiała zostać wycofana.
12 kwietnia przybył na konklawe kardynał Rohan, który niemal natychmiast wszedł w sojusz z Albanim. Wysunęli oni kandydaturę jezuickiego kardynała Olivieri, kuzyna Albaniego. Inicjatywa ta skończyła się jednak totalnym fiaskiem, gdyż wyszło na jaw, że Olivieri poczynił Francuzom szereg obietnic w zamian za poparcie w wyborach, m.in. nominacje kardynalskie dla duchownych wskazanych przez króla Francji oraz poparcie dla francuskiego kandydata do tronu parmeńskiego. Gorliwi oraz przedstawiciele partii cesarskiej zarzucili Olivieriemu i Albaniemu symonię i bez trudu zebrali dostateczną ilość głosów, by zablokować wybór jezuity.
15 kwietnia ciężko chory kardynał Tanara opuścił konklawe i zmarł 5 maja 1724 w wieku 74 lat. Jego obowiązki przejął wówczas kardynał Vincenzo Orsini, arcybiskup Benewentu.
29 kwietnia do Rzymu przybył ambasador nadzwyczajny cesarza, hrabia Maximilian Ulrich Kaunitz, który natychmiast nawiązał kontakt z kardynałem Cienfuegosem. W rezultacie frakcja cesarska wysunęła kandydaturę kardynała Piazzy. W wyniku zręcznej agitacji Cienfuegosa poparcia udzielili mu Francuzi oraz część Gorliwych. 12 maja Piazza mógł liczyć już na 32 głosy i prawdopodobnie by wygrał, gdyby nie błąd taktyczny popełniony przez Cienfuegosa – w swojej kampanii na rzecz tego kandydata pominął on Annibale Albaniego. Wpływowy kamerling, urażony próbą dokonania wyboru poza jego plecami, zaczął czynić wszystko, by utrącić kandydaturę kardynała Piazzy, zarzucając mu m.in. sprzyjanie herezji jansenistycznej. Wskutek jego działań większość Gorliwych, wśród których było wielu papabili, odmówiło poparcia Piazzy. Albani zdołał również przeciągnąć na swoją stronę hiszpańskich kardynałów Belluga Moncada i Borję, którzy przybyli dopiero 14 i 15 maja. W rezultacie Albani uzbierał aż 24 głosy przeciwko Piazzy (w tym 14 oddawanych na Orsiniego i 10 na Fabroniego), co wystarczało z nawiązką do zablokowania jego wyboru.
Udaremniwszy wybór Piazzy, Albani zaproponował kandydaturę 74-letniego dominikanina Vincenzo Marii Orsiniego, arcybiskupa Benewentu i subdziekana Świętego Kolegium. Był on powszechnie szanowanym przedstawicielem partii Gorliwych, prowadził skromne i surowe życie, mimo godności kardynalskiej w dalszym ciągu uznawał nad sobą władzę generała zakonu dominikanów. Uchodził za całkowicie apolitycznego duszpasterza, co okazało się jego główną zaletą w oczach europejskich dworów. 23 maja Orsini otrzymał już 26 głosów, a dzień później 27. Wszystkie stronnictwa poparły go, jedynie Cienfuegos początkowo się wahał, wciąż mając nadzieję na przeforsowanie Piazzy. Chcąc zyskać na czasie oświadczył, że musi uzyskać formalną zgodę cesarza, jednak stronnicy Orsiniego dali mu do zrozumienia, że kandydat ten ma już wymaganą większość i wszelka zwłoka z jego strony może doprowadzić jedynie do tego, że wybór nowego papieża odbędzie się z pominięciem frakcji cesarskiej. Ponadto kilku kardynałów przekonało go, że Orsini jest lojalnym poddanym cesarza. W tej sytuacji Cienfuegos, po kilkudniowych konsultacjach z ambasadorem Kaunitzem, zdecydował się na poparcie Orsiniego.

## Wybór Benedykta XIII
Wieczorem 28 maja kardynał Belluga Moncada poinformował Orsiniego o osiągniętym konsensusie co do jego osoby, na co ten zareagował odmową, tłumacząc, że nie jest godnym tego zaszczytu. W porannym głosowaniu 29 maja na Orsiniego padło trzydzieści głosów, o sześć mniej niż wymagana większość. Ponieważ jednak wciąż opierał się przed nominacją, nie przeprowadzono akcesu, lecz wyznaczono delegację kardynałów, złożoną z Annibale Albaniego, Tolomei i Corradiniego, celem przekonania go do akceptacji woli Świętego Kolegium. Po trzech godzinach perswazji i nacisków starzec skapitulował. W popołudniowym głosowaniu otrzymał głosy wszystkich elektorów oprócz swojego, który oddał na Paolucciego.
Przez pamięć dla błogosławionego Benedykta XI, czternastowiecznego papieża z zakonu dominikanów, Orsini przybrał imię Benedykta XIV, krótko potem jednak zmienił je na Benedykt XIII, gdyż poprzedni Benedykt XIII był antypapieżem obediencji awiniońskiej. 4 czerwca został koronowany przez protodiakona Benedetto Pamphili, a 24 września odbył uroczysty ingres do bazyliki laterańskiej.

## Uzupełniające źródła internetowe
- http://www.csun.edu/~hcfll004/SV1724.html
- http://cardinals.fiu.edu/conclave-xviii.htm#1724
- https://archive.ph/20130415175622/http://www.saint-mike.org/Library/Papal_Library/BenedictXIII/Biography.html
- http://www.pickle-publishing.com/papers/triple-crown-benedict-xiii.htm